# Viviana Del Angel
Viviana Del Angel Peniche (5 dicembre 1999) è una tuffatrice messicana.

## Carriera
Ai campionati mondiali di nuoto di Budapest 2017, in coppia con Rommel Pacheco, ha vinto la medaglia d'argento nel concorso dei tuffi squadra mista.

## Palmarès
- Mondiali

Budapest 2017: argento nella gara a squadre mista.
Fukuoka 2023: argento nel sincro 10m misti.